# Макуров, Василий Григорьевич
Василий Григорьевич Макуров (10 июля 1947 года, деревня Юшковская, Коношский район, Архангельская область — 13 апреля 2019 года) — советский российский историк.
Исследователь тем Великой Отечественной войны в Карелии, проблем развития лесной промышленности в Карелии.

## Биография
Сын фронтовика. Назван в честь погибшего родственника. Старший брат — Станислав.
С августа по ноябрь 1969 года — учитель истории и физкультуры в Виремской восьмилетней школе Беломорского района Карелии. Призван в ноябре в Советскую Армию, демобилизовался в 1970-м. С января 1971 года — литературный консультант в редакции Коношской районной газеты «Призыв». С ноября 1971-го по 1974 годы — в аспирантуре Карельского филиала АН СССР. В 1975 году под руководством М. И. Шумилова (1925—2019) защитил кандидатскую диссертацию по теме «Развитие лесной промышленности Европейского Севера в послевоенный период». После защиты трудился до конца жизни в Институте языка, литературы и истории Карельского филиала АН СССР (Карельский научный центр РАН).
В 1989 году избран заведующим сектором истории Института языка, литературы и истории Карельского филиала АН СССР, который возглавлял до 2006 года.
Организовал и провел конференции, посвященные Великой
Отечественной войне: «Карелия в Великой Отечественной
войне 1941-1945 гг.», посвященная 55-летию Победы в Великой
Отечественной войне (28 апреля 2000 г.); «Вторая мировая
война и Карелия, 1939-1945 гг.», посвященная 60-летию начала
Великой Отечественной войны (июнь 2001); «Петрозаводск в
Великой Отечественной войне: 1941» (сентябрь 2011).
Установил день освобождения Карелии, имена Героев
Советского Союза, уроженцев республики.

## Труды

### Книги
Макуров, Василий Григорьевич. Трудящиеся европейского Севера СССР в борьбе за подъём лесной промышленности (1946—1958) [Текст] / В. Г. Макуров. — Петрозаводск : Карелия, 1982. — 97 с.
Заонежане в Советско-Финляндской войне 1939—1940 гг. / сост.: В. Г. Макуров, Н. В. Чикина. — Петрозаводск : КарНЦ РАН, 2019. — 33, [2] с.; 21 см; ISBN 978-5-9274-0867-2

### Диссертация
Макуров, Василий Григорьевич. Развитие лесной промышленности Европейского Севера СССР в послевоенный период. (1946—1955 гг.) : диссертация … кандидата исторических наук : 07.00.02. — Петрозаводск, 1975. — 168 с.

## Редактура, составитель сборников документов
«По обе стороны Карельского фронта» (Петрозаводск, 1995),
«Неизвестная Карелия. 1921-1940» (Петрозаводск, 1997),
«Неизвестная Карелия. 1941-1956» (Петрозаводск, 1999),
«Особые папки. 1930-1956» (Петрозаводск, 2001),
«Петрозаводск в Великой Отечественной войне: 1941 год.
Статьи и воспоминания, документы и материалы»
(Петрозаводск, 2017).

### Статьи из сборника «Санкт-Петербург и страны Северной Европы» (СПбГУ)
- Советы Карело-Финской ССР накануне Великой Отечественной войны (№ 6, 2005. Стр. 119—126) http://novist.history.spbu.ru/sborniki_02_2005.html
- Перестройка жизни Карелии на военный лад в 1941 г. (№ 9, 2008. Стр. 150—159) http://novist.history.spbu.ru/sborniki_02_2008.html
- Основные этапы и особенности Великой Отечественной войны 1941—1945 гг. в Карелии (№ 7, 2006. Стр. 118—126) http://novist.history.spbu.ru/sborniki_02_2006.html
- Петрозаводск в оккупации. 1941—1944 гг. (№ 8, 2007. Стр. 249—263) http://novist.history.spbu.ru/sborniki_02_2007.html
- О религиозной ситуации на оккупированной финнами территории Карелии 1941—1944 гг. (№ 13, 2012 г. Стр. 376—380) http://novist.history.spbu.ru/sborniki_02_2012.html
- Этнодемографическая ситуация на оккупированной финнами территории Карелии в 1941—1944 гг. (№ 14, 2013. Стр. 142—148) http://novist.history.spbu.ru/sborniki_02_2013.html
- Карелия в период позиционной войны 1942—1943 гг. (№ 10, 2009. Стр. 167—181) http://novist.history.spbu.ru/sborniki_02_2009.html
- Карелия на завершающем этапе Великой Отечественной войны (№ 12, 2011. Стр. 139—149) http://novist.history.spbu.ru/sborniki_02_2011.html
- Карелия в войне: 1944 г. — освобождение (№ 11, 2010. Стр. 152—165) http://novist.history.spbu.ru/sborniki_02_2010.html